# Актобинський сільський округ (Кармакшинський район)
Актоби́нський сільський округ (каз. Ақтөбе ауылдық округі, рос. Актобинский сельский округ) — адміністративна одиниця у складі Кармакшинського району Кизилординської області Казахстану. Адміністративний центр та єдиний населений пункт — село Актобе.
Населення — 1621 особа (2021; 2214 у 2009, 2066 у 1999, 2112 у 1989).
Станом на 1989 рік існувала Актюбинська сільська рада (села Абай, Базаркаш, Чапаєва).

## Склад
До складу округу входять такі населені пункти:
| Населений пункт | Колишні назви | Населення, осіб (1989) | Населення, осіб (1999) | Населення, осіб (2009) | Населення, осіб (2021) |
| --------------- | ------------- | ---------------------- | ---------------------- | ---------------------- | ---------------------- |
| Абай, село      | -             | 610                    | -                      | -                      | -                      |
| Актобе, село    | Чапаєва       | 950                    | 2066                   | 2214                   | 1621                   |
| Базаркаш, село  | -             | 552                    | -                      | -                      | -                      |